# Tricimba selachopina
Tricimba selachopina är en tvåvingeart som först beskrevs av Thomson 1869.  Tricimba selachopina ingår i släktet Tricimba och familjen fritflugor. Inga underarter finns listade i Catalogue of Life.